# Sabé Sports Bouna
Sabé Sports Bouna – iworyjski klub piłkarski grający w trzeciej, a niegdyś w pierwszej lidze iworyjskiej, mający siedzibę w mieście Bouna.

## Sukcesy
- Ligue 1[1]:
  - wicemistrzostwo (1): 2000.

- Puchar Ligi Wybrzeża Kości Słoniowej[2]:
  - finał (1): 2014.

## Stadion
Domowe mecze klub rozgrywa na stadionie o nazwie Stade Municipal w Bounie. Stadion może pomieścić 10000 widzów.